# Anisotes bracteatus
Anisotes bracteatus är en akantusväxtart som beskrevs av Milne-redhead. Anisotes bracteatus ingår i släktet Anisotes och familjen akantusväxter. Inga underarter finns listade i Catalogue of Life.